# Dire Straits
Dire Straits war eine britische Rockband. Gründungsmitglieder waren der Sänger, Gitarrist und Songwriter Mark Knopfler und sein jüngerer Bruder David Knopfler sowie John Illsley und Pick Withers. Die Gruppe war von 1977 bis 1995 aktiv, hat 120 Millionen Alben verkauft und zählt damit zu den erfolgreichsten Bands ihrer Zeit.

## Geschichte

### 1977–1983: Durchbruch mitSultans of Swing

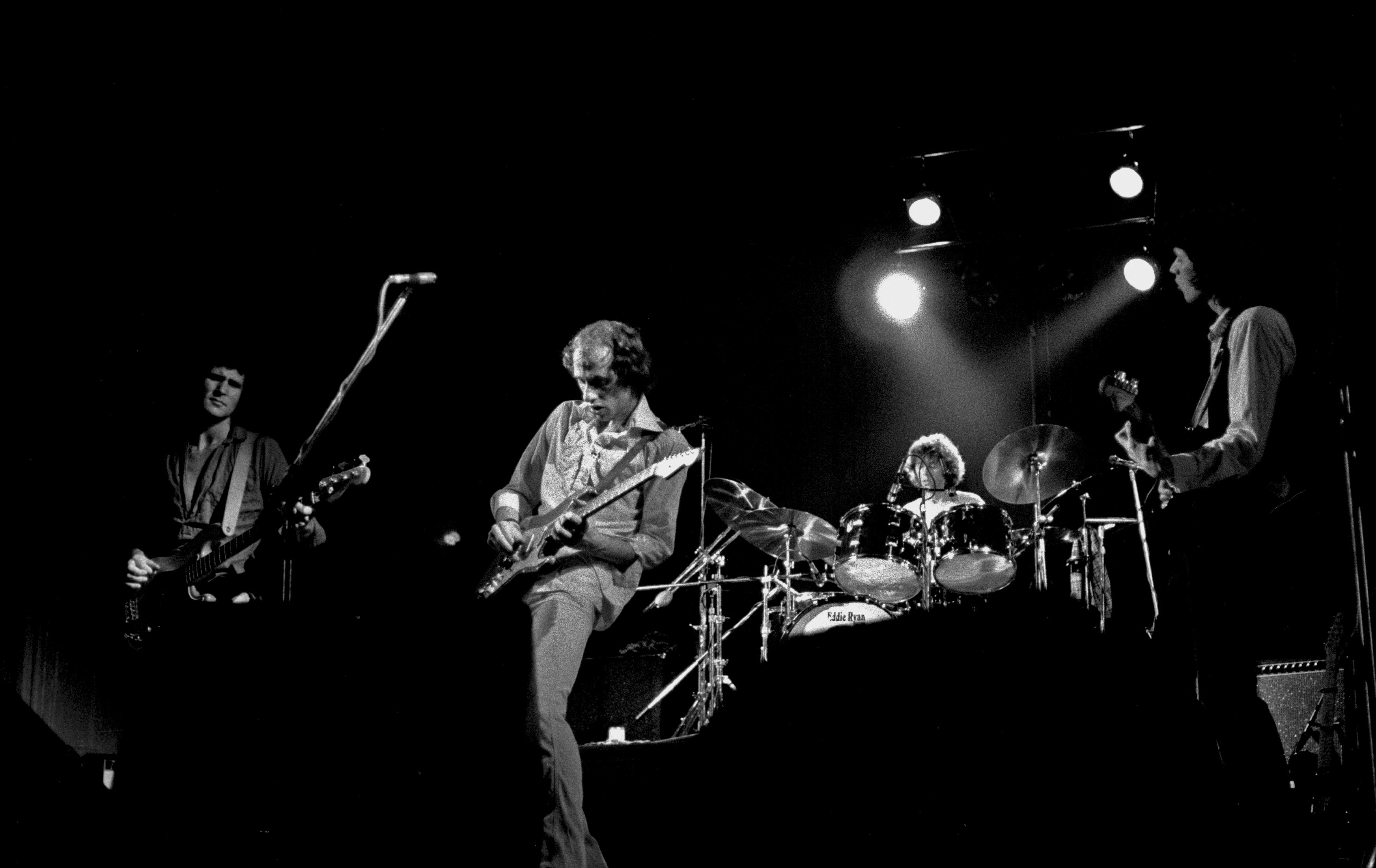
Dire Straits, 1978

Die Gruppe ging 1977 aus der Londoner Band Café Racers hervor. Gründungsmitglieder waren die Brüder Mark und David Knopfler sowie John Illsley und Pick Withers. Der Bandname Dire Straits bedeutet so viel wie „ernste Notlage“ und ist eine Anspielung auf die damalige finanzielle Situation der Band.
1977 schickte die Band eine Demokassette an den Sender BBC. Die Aufnahmen wurden oft im Radio gespielt, so dass Plattenfirmen auf die Band aufmerksam wurden. Die Gruppe erhielt einen Plattenvertrag; das Management übernahm Ed Bicknell, der Mark Knopfler bis 2000 auch auf seinen Solopfaden begleitete. Das Debütalbum Dire Straits wurde in Großbritannien anfangs kaum beachtet und ging auf dem Höhepunkt der Punk-Welle zunächst unter. In den Niederlanden, Deutschland und später auch in den USA entwickelte sich das Album allerdings zu einem Erfolg. Das Album und die ausgekoppelten Singles Down to the Waterline und besonders Sultans of Swing stellten Mark Knopfler als Sänger, Songschreiber und vor allem als Gitarristen in den Mittelpunkt.
Nach dem zweiten Album Communiqué (1979) mit Songs wie Once Upon a Time in the West oder Lady Writer kam 1980 mit dem dritten Album Making Movies der endgültige Durchbruch. Die Singleauskopplung Romeo and Juliet erreichte 1981 Platz 8 der britischen Hitliste. Während der Aufnahmen zu diesem Album verließ der Rhythmusgitarrist David Knopfler die Band, weil er der dominanten Rolle seines Bruders zunehmend ablehnend gegenüberstand und sich musikalisch eingeengt fühlte. Er wollte auch eigene Beiträge einbringen, fand damit in der Gruppe aber kein Gehör. Er wurde durch den Amerikaner Hal Lindes ersetzt. Für die darauffolgende Tournee wurde der Keyboarder Alan Clark, der wie Knopfler aus Newcastle upon Tyne stammt, als festes Mitglied in die Band geholt.
Eine weitere Steigerung der Plattenverkäufe erzielte die Band 1982 mit dem Album Love over Gold und der Single Private Investigations. Nach den Aufnahmen von Love over Gold verließ Schlagzeuger Pick Withers aufgrund künstlerischer Differenzen mit Knopfler die Band; er wurde durch den Rock-’n’-Roll-Drummer Terry Williams ersetzt. Das 1983 mit Williams im Hammersmith Odeon in London aufgenommene Livealbum Alchemy festigte den Status von Dire Straits als Live-Band.

### 1984–1993: Höhepunkt mitBrothers in Arms

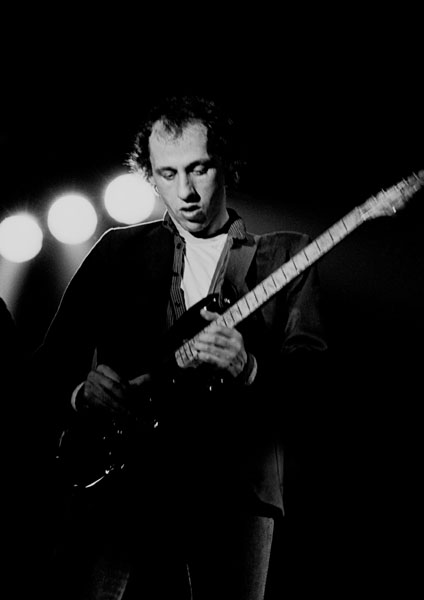
Mark Knopfler

Hal Lindes verließ Ende 1984 die Band und wurde Anfang 1985 durch Jack Sonni († 2023) ersetzt. Nach einer Pause erschien im Mai 1985 das Album Brothers in Arms, das die Gruppe auf der Insel Montserrat aufgenommen hatte. Es war eines der ersten Alben einer schon international erfolgreichen Band, die digital produziert wurden und damit zum Durchbruch der Compact Disc (CD) und zur Ablösung der Vinyl-Schallplatte beitrugen. Während der Aufnahmen stieß als zweiter Keyboarder Guy Fletcher dazu. Passend zum neuen Medium CD erschien die Platte in zwei Fassungen (die CD ist gut zehn Minuten länger als die LP). Philips und Sony legten sogar beim Kauf eines CD-Players einige Monate lang eine Brothers-in-Arms-CD bei.
Das Album wurde ein Weltbestseller. Die Singles Money for Nothing, Walk of Life und So Far Away sowie das Titellied sicherten der Band bis Ende 1986 millionenfache Albumverkäufe und Top-10-Single-Erfolge. Im Juli 1985 waren Dire Straits auch beim Live-Aid-Konzert im Londoner Wembley-Stadion mit Money for Nothing (mit der Unterstützung von Sting, der auch als Mitautor des Songs fungierte) und Sultans of Swing zu hören. Nach einer ausgedehnten Tour, auf der sie durch den Saxophonisten Chris White Verstärkung erhielten, verschwand die Band zunächst von der Bildfläche. Mitte 1987 meldete das britische Musikmagazin New Musical Express, die Gruppe habe sich aufgelöst, was nicht dementiert wurde.
Im Juni 1988 meldete sich die Band jedoch anlässlich des 70. Geburtstages von Nelson Mandela zurück. Als Haupt-Act spielten sie beim Nelson Mandela 70th Birthday Tribute Concert fast eine Stunde lang im Wembley-Stadion – zusammen mit Eric Clapton (Walk of Life, Sultans of Swing, Romeo and Juliet, Money for Nothing, Brothers in Arms, Wonderful Tonight, Solid Rock).
Von Herbst 1990 bis Mitte 1991 nahmen Knopfler, Illsley, Fletcher und Clark mit Studiomusikern ihr sechstes und letztes Studioalbum On Every Street auf, das im September 1991 veröffentlicht wurde. Die Singles Calling Elvis und Heavy Fuel waren im Vergleich zu den Hits von Brothers in Arms zwar weniger erfolgreich, das Album verkaufte sich aber sehr gut. Auch die folgende Welttournee mit der Besetzung Knopfler, Illsley, Fletcher, Clark, erweitert durch den Saxophonisten Chris White, den zweiten Gitarristen Phil Palmer, den Schlagzeuger Chris Whitten, den Perkussionisten Danny Cummings und den Pedal-Steel-Gitarristen Paul Franklin war gut besucht. Sie dauerte 14 Monate und bestand aus etwa 300 Konzerten. Im Oktober 1992 mischte Knopfler das Livealbum On the Night aus zwei Konzerten in Frankreich und den Niederlanden. Mark Knopfler widmete sich fortan seiner Solokarriere mit Musikern aus der Nashville-Szene und seinem Bandkollegen Guy Fletcher.

### Seit 1995: Inaktivität
1995 äußerte Mark Knopfler den Wunsch, nicht mehr weltweit auf Tournee zu gehen. Fortan gab es keine öffentlichen Konzerte von Dire Straits mehr. Am 19. Juni 1999 traten Mark Knopfler, John Illsley, Alan Clark und Guy Fletcher, verstärkt durch Ed Bicknell am Schlagzeug, ein letztes Mal als Band auf John Illsleys Hochzeit auf.
Im Oktober 2008 sagte John Illsley dem englischen Sender BBC, dass er an einer Wiedervereinigungstour mit Dire Straits interessiert sei. Gleichzeitig erwähnte er jedoch auch, dass Mark Knopfler aufgrund seines großen Erfolgs als Solokünstler kein Interesse mehr habe. Knopfler lehnte eine entsprechende Anfrage von Illsley ab. Anfang 2011 gründete der ehemalige Dire-Straits-Keyboarder Alan Clark mit anderen ehemaligen Mitgliedern wie Phil Palmer die Band The Straits, die sich im September 2014 auflöste.
Mark Knopfler hat eine Reunion von Dire Straits wiederholt ausgeschlossen. Im Dezember 2017 wurde die Band mit der Aufnahme in die Rock and Roll Hall of Fame geehrt. Die offizielle Veranstaltung fand am 14. April 2018 statt. Knopfler nahm an der Zeremonie nicht teil.

## Stil
Charakteristisch für Dire Straits sind Alben mit vergleichsweise wenigen, aber langen Songs. Diese werden auch als Balladen beschrieben, stechen aber vor allem durch die versierte Handhabung der Instrumente, insbesondere der Gitarren, hervor. Dabei fällt Mark Knopflers kantable Melodiegestaltung auf, der seiner Gitarre bei Soli und/oder Instrumentaleinleitungen einen besonders weichen und singenden Ton entlockt.
Viele Stücke beginnen mit einem sehr langen Intro, der Gesang setzt oft relativ spät ein. Anders als in der Popmusik üblich, findet sich oft keine gleichmäßige Struktur mit klaren Wiederholungen und Refrains. Stattdessen sind viele Lieder auf einen Höhepunkt angelegt und enden mit einem längeren Outro, das zum Teil selbst einen weiteren Höhepunkt darstellt. Beispiele dafür sind der Song Telegraph Road, der in einer 14 Minuten langen Studiofassung auf dem Album Love over Gold erschien, Where Do You Think You’re Going vom Album Communiqué, Tunnel of Love vom Album Making Movies oder On Every Street aus dem gleichnamigen Album.

## Diskografie
Studioalben

| Jahr | Titel Musiklabel                 | Höchstplatzierung, Gesamtwochen/‑monate, AuszeichnungChartplatzierungen (Jahr, Titel, Musiklabel, Platzierungen, Wochen/Monate, Auszeichnungen, Anmerkungen) | Höchstplatzierung, Gesamtwochen/‑monate, AuszeichnungChartplatzierungen (Jahr, Titel, Musiklabel, Platzierungen, Wochen/Monate, Auszeichnungen, Anmerkungen) | Höchstplatzierung, Gesamtwochen/‑monate, AuszeichnungChartplatzierungen (Jahr, Titel, Musiklabel, Platzierungen, Wochen/Monate, Auszeichnungen, Anmerkungen) | Höchstplatzierung, Gesamtwochen/‑monate, AuszeichnungChartplatzierungen (Jahr, Titel, Musiklabel, Platzierungen, Wochen/Monate, Auszeichnungen, Anmerkungen) | Höchstplatzierung, Gesamtwochen/‑monate, AuszeichnungChartplatzierungen (Jahr, Titel, Musiklabel, Platzierungen, Wochen/Monate, Auszeichnungen, Anmerkungen) | Anmerkungen                                                    |
| Jahr | Titel Musiklabel                 | DE | AT | CH | UK | US | Anmerkungen                                                    |
| ---- | -------------------------------- | --- | --- | --- | --- | --- | -------------------------------------------------------------- |
| 1978 | Dire Straits Vertigo Records     | DE3 Platin · (85 Wo.)DE | AT17 Gold · (6 Mt.)AT | CH— ×2DoppelplatinCH | UK5 ×2Doppelplatin · (132 Wo.)UK | US2 ×2Doppelplatin · (41 Wo.)US | Erstveröffentlichung: 9. Juni 1978 Verkäufe: + 4.535.000       |
| 1979 | Communiqué Vertigo Records       | DE1 Platin · (45 Wo.)DE | AT7 Gold · (4½ Mt.)AT | CH— ×3DreifachplatinCH | UK5 Platin · (32 Wo.)UK | US11 Gold · (19 Wo.)US | Erstveröffentlichung: 15. Juni 1979 Verkäufe: + 2.562.080      |
| 1980 | Making Movies Vertigo Records    | DE7 Gold · (51 Wo.)DE | AT15 (1 Mt.)AT | CH— GoldCH | UK4 ×2Doppelplatin · (252 Wo.)UK | US19 Platin · (31 Wo.)US | Erstveröffentlichung: 17. Oktober 1980 Verkäufe: + 2.907.739   |
| 1982 | Love over Gold Vertigo Records   | DE4 Platin · (42 Wo.)DE | AT1 Platin · (6½ Mt.)AT | — | UK1 ×2Doppelplatin · (200 Wo.)UK | US19 Gold · (32 Wo.)US | Erstveröffentlichung: 20. September 1982 Verkäufe: + 3.094.413 |
| 1985 | Brothers in Arms Vertigo Records | DE1 Platin · (140 Wo.)DE | AT1 ×4Vierfachplatin · (85 Wo.)AT | CH1 ×6Sechsfachplatin (Vertigo) + Platin (Phonogram) · (77 Wo.)CH                                                                                            | UK1 ×1515-fach-Platin · (271 Wo.)UK | US1 ×9Neunfachplatin · (97 Wo.)US | Erstveröffentlichung: 14. Mai 1985 Verkäufe: + 30.000.000      |
| 1991 | On Every Street Vertigo Records  | DE1 Platin · (37 Wo.)DE | AT1 Platin · (21 Wo.)AT | CH1 ×4Vierfachplatin · (25 Wo.)CH | UK1 ×2Doppelplatin · (36 Wo.)UK | US12 Platin · (32 Wo.)US | Erstveröffentlichung: 2. September 1991 Verkäufe: + 15.000.000 |

grau schraffiert: keine Chartdaten aus diesem Jahr verfügbar